# Мала Кам'янка (село)
Мала́ Ка́м'янка — село в Україні, у П'ядицькій сільській громаді Коломийського району Івано-Франківської області.

## Церкви
- Храм Церква Св. Параскеви 1861 р. — пам'ятка архітектури місцевого значення № 818, у користуванні громади УГКЦ[1].
- Храм Різдва Пресвятої Богородиці. Настоятель — прот. Володимир Левицький.
- Церква святого Апостола Андрія Первозванного. У липні 2016 р. перейшла з-під юрисдикції УАПЦ в УПЦ КП[2].

## Відомі уродженці
- Мельничук Юрій Степанович — письменник, журналіст (1921—1963).